# Álvaro Ampuero
Álvaro Ampuero (Lima, 25 settembre 1992) è un calciatore peruviano, centrocampista dell'Atlético Grau.

## Carriera

### Club
Centrocampista mancino, inizia la carriera nel Regatas Lima e a seguire passa con la selezione giovanile del Universitario di Lima. Dal 2011 disputa due stagioni in Primera División con la maglia dell'Universitario. Nel 2013 si trasferisce in Italia, al Parma, facendo il suo esordio in gialloblu il 17 marzo 2013 giocando titolare allo Stadio Olimpico nella partita contro la Roma terminata (2-0) per i padroni di casa.
Nel luglio 2013 si trasferisce al Padova con la formula del prestito. Il 31 gennaio 2014 passa a titolo temporaneo alla Salernitana in Lega Pro Prima Divisione.
La stagione seguente fa ritorno in patria, accasandosi nuovamente all'Universitario.

### Nazionale
Dal 2012 al 2013 ha fatto parte della Nazionale peruviana.

## Palmarès

### Club

#### Competizioni giovanili
- Coppa Libertadores Under-20: 1

Universitario: 2011

#### Competizioni nazionali
- Coppa Italia Lega Pro: 1

Salernitana: 2013-2014